# قرنفل تبريزي
القرنفل التبريزي (باللاتينية: Dianthus tabrisianus) نوع نباتي من جنس القرنفل من الفصيلة القرنفلية.

## الموئل والانتشار
موطن هذا النوع بلاد الشام وتركيا وإيران.

## مرادفات للاسم العلمي
- (باللاتينية: Dianthus pachypetalus Stapf)